# История Северной Ирландии

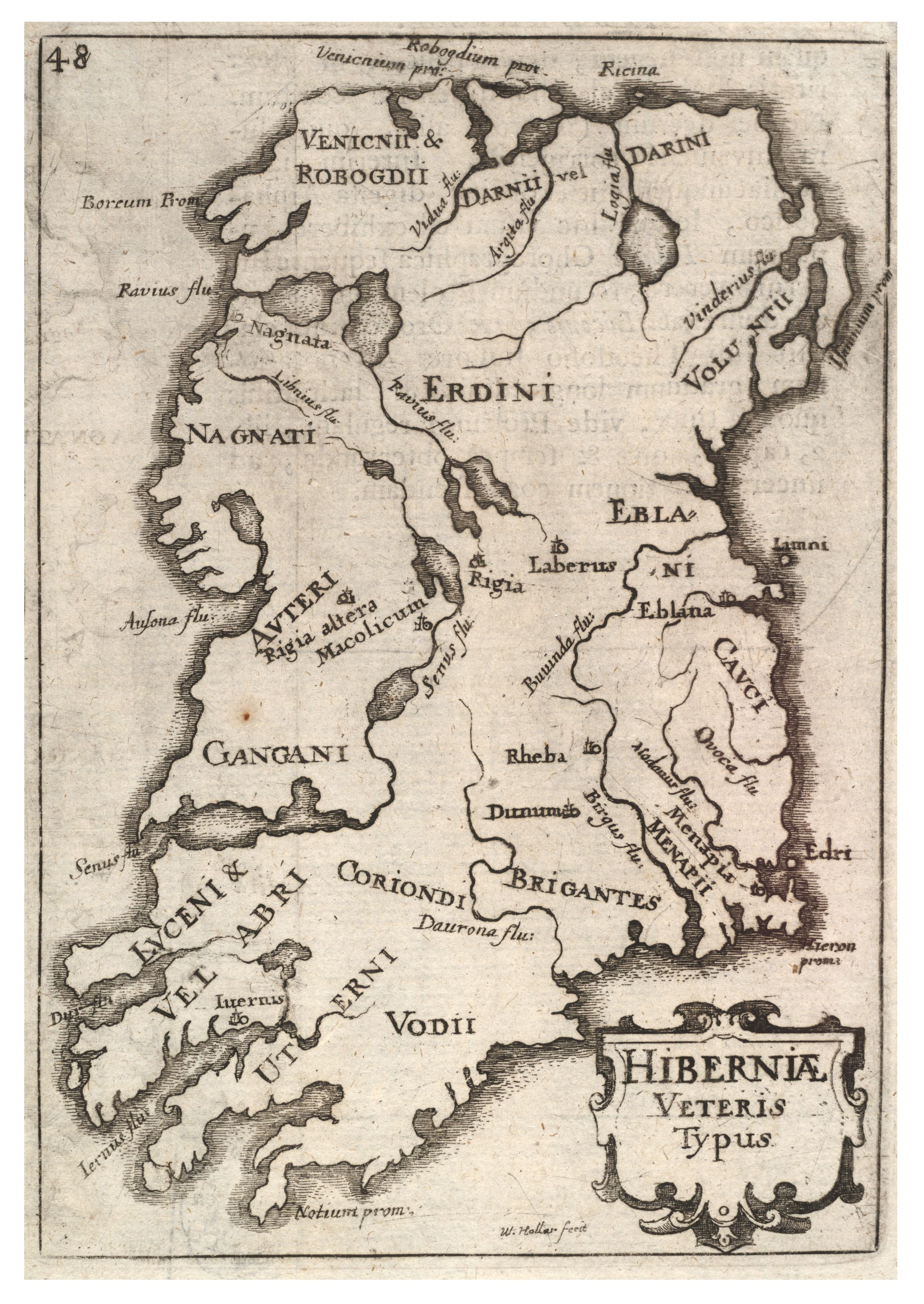
Ирландия в XVII веке

В XII в. норманны впервые появились в Ирландии и впоследствии основали колонию Пейл. Постепенно, к концу XVI века, английское господство было установлено на всей территории Ирландии. С того времени началось притеснение и ущемление прав коренного ирландского населения. В частности в 1366 году были приняты так называемые Киллкеннийские статуты, согласно которым всем ирландцам под угрозой конфискации земель и заточения в тюрьму предписывалось говорить только на английском языке, одеваться только в английскую одежду, запрещалось продавать ирландцам лошадей и оружие, а в военное время и продукты питания. Запрещалось также на английских территориях допускать ирландцев к церковным должностям и предоставлять им помещения в религиозных целях. Ущемления ирландцев доходили до того, что за убийство ирландца англичанин не только не наказывался телесно, но даже не подвергался штрафу.
Реформация и конфискация монастырских земель в конце 30-х годов XVI века, сопровождались также конфискацией земель ирландцев и передачей их английским колонистам. В то время как религиозные гонения вызывали новые и новые восстания по всей Ирландии. Во время Английской буржуазной революции в Ирландии вспыхнуло восстание, продолжавшееся около 10 лет. В 1649 году для подавления восстания туда прибыл Оливер Кромвель. Борьба с восставшими сопровождалась жестоким террором в отношении католиков, массовым разграблением и истреблением населения. В 1652 и в 1653 годах актом «об устранении Ирландии» и актом «о поселении», О.Кромвель санкционировал конфискацию земли у всех, кто имел отношение к восстанию, все земли, отобранные у католиков, были поделены между членами парламента, предпринимателями и солдатами Кромвеля. Католическим духовным лицам запрещалось пребывание на территории Ирландии, а ирландский парламент был включен в состав английского. Все эти жесткие меры укрепили пошатнувшиеся позиции Англии на территории Ирландии.
Религиозное господство официально было закреплено провозглашением протестантизма государственной религией, Вильгельмом Оранским после победы в «якобитских войнах» 1689—1691 годов. Он также лишил католиков права на покупку и аренду земель, права на образование для детей-католиков и обложил все население огромными налогами на содержание англиканской церкви. Во время его правления значительно ухудшилось экономическое положение во всей стране, так как намеренно были приведены в упадок наиболее значимые отрасли промышленности, которые могли составить конкуренцию Англии. Примерно с этого же времени начинается становление и развитие национального самосознания.

## Борьба за автономию
В 1684 году было основано «философское общество», которое первым стало выступать против несправедливости англичан по отношению к ирландскому населению. С той же целью в 1775 году была основана «католическая лига», отстаивавшая права католиков. С этого времени начался рост оппозиции в парламенте, стали разрабатываться программы по предоставлению Ирландии экономической свободы и политической автономии. Первым автором такого рода программы стал Генри Граттан, ставший главой движения за автономию и независимость ирландского парламента. Эти настроения, а также объявление бойкота английским товарам с целью вынудить британское правительство снять торговые ограничения, привели к тому, что в 1782 ирландский парламент получил полную законодательную независимость. Были приняты акты, улучшившие положение католиков, в частности, им было предоставлено право голоса. Следующим шагом стало подписание билля об унии парламентов Ирландии и Великобритании. Ирландцы должны были теперь присылать в английский парламент своих членов Палаты общин. Но даже эти меры не предоставляли полной политической свободы в Ирландии, поэтому в 1823 году была создана «католическая ассоциация», целью которой являлась эмансипация католиков. Акт об эмансипации католиков, позволявший католикам занимать государственные должности, был подписан в 1829 году. После этого главной целью ирландцев стало достижение самоуправления (англ. Home Rule, буквально — самоуправление, автономия, в русской транскрипции — «гомруль»), а затем и независимости.
В 1870 была образована Ассоциация за местное управление, целью которой была пропаганда самоуправления Ирландии, для осуществления чего она активно выдвигала в парламент своих кандидатов. В 1873 году эта организация была преобразована в Лигу гомруля. В 1886 и в 1893 годах один из её членов — Гладстон дважды предлагал программу билля о предоставлении Ирландии собственного парламента и органов исполнительной власти для решения проблем провинции. По его программе, Соединённое Королевство продолжало осуществлять законодательную деятельность по ряду вопросов, таких, как оборона, внешняя политика и управление колониями и контроль за финансами. Но оба этих билля не были приняты. В 1912 году был предложен третий билль о гомруле, который после трехразового отклонения палаты лордов должен был считаться законом. В течение нескольких лет военные организации протестантов и католиков готовились к выступлениям, но их подготовка была прервана началом Первой мировой войны, в результате чего было принято решение об отсрочке введения гомруля до конца войны. В 1916 году группа под названием «Ирландское республиканское братство», при поддержке ирландской гражданской армии и членов профсоюзной милиции, организовала так называемое «Пасхальное восстание» в Дублине. В ходе мятежа было захвачено несколько зданий в центре города, и была выпущена «Прокламация о создании Ирландской Республики», но мятеж был подавлен силами британской военно-морской артиллерии. Это восстание дало толчок к дальнейшей и более масштабной борьбе за ирландскую независимость. На общих выборах 1918 года ирландские республиканцы получили большинство мест в парламенте. Они провозгласили Ирландию независимой страной и сформировали первый Дойл (ирл. Dáil), то есть собственный парламент, под руководством Имона Де Валера. Эти события стали поводом к Англо — Ирландской войне, которая длилась с 1919 до 1921 года.

## Англо-Ирландская война
Война завершилась подписанием в 1921 году англо-ирландского договора, по которому из 26 графств острова создавалось Ирландское Свободное государство, которое наделялось правами доминиона, аналогичными тем, что имели Канада, Австралия, Новая Зеландия и ЮАС. При этом, согласно договору, из числа девяти графств провинции Ольстер шесть (Антрим, Арма, Даун, Фермана, Лондондерри и Тирон) могли остаться в составе Великобритании путем всенародного волеизъявления. В 1920 году, после принятия Парламентом Великобритании Правительственного акта Ирландии 1920 года, произошло разделение Ирландии на Северную и Южную Ирландию в статусе самоуправляющихся доминионов Великобритании. В 1922 году 6 северных графств проголосовали за то, чтобы остаться частью Соединённого Королевства со статусом гомруля, то есть, с собственным парламентом и правительством (что легло в основу последующего Ольстерского конфликта в 1972 году). В 1937 году на территории вновь созданного Ирландского свободного государства, предшественника современной Республики Ирландии, была принята новая конституция, в соответствии с которой бывший доминион стал суверенным государством Эйре. А в отношениях с Северной Ирландией наиболее важным пунктом конституции являлась статья о необходимости воссоединения единого ирландского государства. В 1949 года Ирландия объявила себя независимой республикой и вышла из содружества. Статус Северной Ирландии в Соединённом Королевстве подтверждался как статус доминиона в соответствии с Британским Актом об Ирландии 1949 года (вплоть до середины 80-х годов XX века).

## Северная Ирландия
После отделения Республики Ирландии и на протяжении всего века в Северной Ирландии происходили многочисленные теракты, осуществляемые Ирландской республиканской армией, с целью воспрепятствовать североирландскому правительству осуществлять свою власть на этой территории. Время от времени ИРА совершала нападения на Северную Ирландию, например в 1930-х годах, во время Второй мировой войны и в начале 1950-х годов. Наиболее значительная кампания против северных графств была развернута между 1956 и 1961 годами.
Традиционное преобладание в парламенте протестантских сил обусловило постепенный рост недовольства со стороны католиков. В 1967 году активисты католического движения создали Североирландскую ассоциацию борьбы за гражданские права, которая требовала обеспечения гражданского равноправия для католиков и протестантов. Их митинги под лозунгами защиты прав католического населения привели к активизации деятельности радикальных религиозно-политических группировок и к новому обострению в межконфессиональных отношениях. Так начинался конфликт в Северной Ирландии.
Апогеем такого рода столкновений стали события в Лондондерри в августе 1969 г. (смотри статью Схватка за Богсайд), затем начались вооруженные беспорядки в Белфасте. Во избежание повтора подобных случаев в 1969 году на территорию Северной Ирландии были введены регулярные армейские части. Но эти меры не помогли улучшить ситуацию в этой части страны, и в 1972 в Северной Ирландии был введен режим прямого правления. Это привело к жесточайшим беспорядкам и восстаниям. Апогеем можно считать события «Кровавого воскресения» 30 января 1972 года, когда английские войска открыли огонь по восставшим католикам и убили 13 человек. В ответ восставшие ворвались в британское посольство в Дублине и сожгли его дотла. Всего с 1972 по 1975 годы в Северной Ирландии погибло 475 человек. Для снятия напряженности в стране британское правительство решилось на проведение референдума. Референдум был бойкотирован католическим меньшинством, и правительство решило действовать в обход мнения населения, и в 1973 году лидеры Великобритании и Ирландии подписали Саннингдейлское соглашение о создании Совета Ирландии — межгосударственного консультативного органа из министров и членов парламента Ирландской Республики и Северной Ирландии, но ратификация этого соглашения была сорвана выступлениями протестантских экстремистов. Аналогично завершились попытка воссоздания ассамблеи в 1974 и выборы в конвент 1976 года.

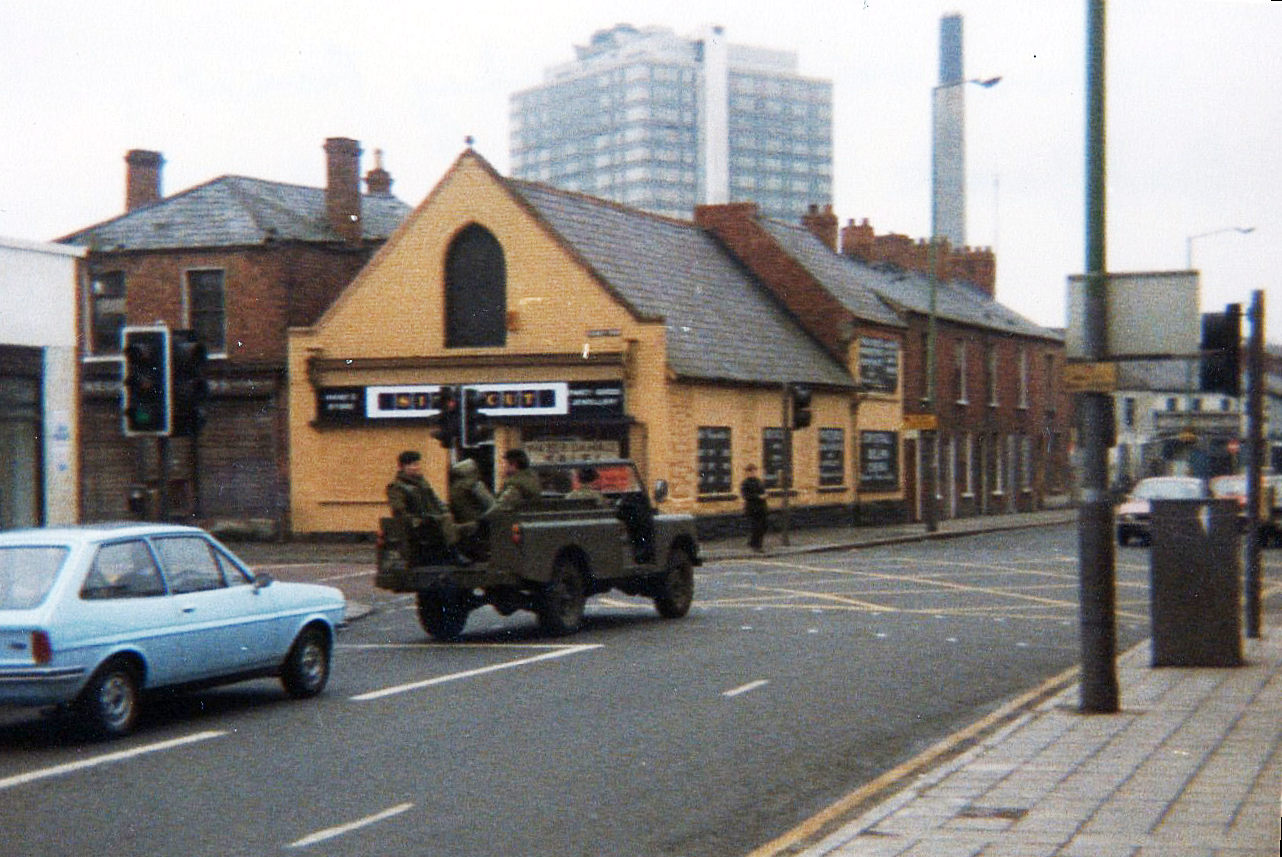
Британские войска на юге Белфаста, 1981 год

Первой удачной попыткой сотрудничества Великобритании и Ирландии в области урегулирования конфликта в Северной Ирландии стало Англо — Ирландское соглашение 1985 года, в котором подтверждалась принадлежность территории Северной Ирландии Великобритании, до тех пор, пока за это выступает большинство её жителей. Соглашение также предусматривало проведение регулярных конференций на уровне членов правительств двух стран. Первым положительным последствием данного соглашения стало принятие в 1993 году Декларации Даунинг-стрит, заявившей о принципе приглашения за стол переговоров всех заинтересованных сторон, при условии их отказа от насилия. В результате этих договоренностей сначала Ирландская республиканская армия заявила о прекращении огня, а вскоре её примеру последовали и протестантские военные организации. В том же году создается международная комиссия по управлению процессом разоружения. Однако ИРА от него отказалась, что резко осложнило переговорный процесс. Новый теракт, организованный членами Ирландской республиканской армии в Лондоне 9 февраля 1996 года, прервал перемирие.

## Программалейбористовпо передаче власти
В предвыборной кампании 1997 года в отношении частей Соединённого Королевства лейбористская партия изложила следующий принцип: «Деволюция в целях укрепления содружества». В отношении Шотландии и Уэльса мерами для осуществления программы являлись проведение референдумов о децентрализации не позднее осени 1997 года. В Шотландии референдум касался введения полной законодательной инициативы, а в Уэльсе — вторичной законодательной инициативы. В отношении же Северной Ирландии у лейбористской партии была выработана отдельная программа. В частности, Лейбористская партия заявляла о том, что поддерживает все предыдущие документы и декларации, призванные урегулировать положение в Северной Ирландии, но также Лейбористы сделали акцент на сотрудничество и развитие двусторонних отношений Ольстерской юнионистской партии и партии Шинн Фейн в целях урегулирования конфликта, а также борьбы с терроризмом и соблюдением прав человека.
1 мая 1997 лейбористы одержали победу на парламентских выборах со следующими показателями: 43,55 % в Англии, 54,72 % в Уэльсе и 45,55 % в Шотландии.
Первое действие лейбористов в отношении Североирландского конфликта было направлено на обеспечение всестороннего сотрудничества. Поэтому уже в июне 1997 года Шинн Фейн снова допустили к решению конфликта, после их недавнего отстранения от переговоров в 1996 году, в связи с очередным терактом ИРА. Ответным шагом стало объявление ИРА о прекращении военных действий 20 июля 1997 года.
Переговоры всех партий Северной Ирландии и правительств Великобритании и Ирландии завершились 10 апреля 1998 года, подписанием Соглашения Страстной Пятницы или Белфастского соглашения, предусматривавшего создание автономных органов власти, а также межправительственных организаций (например, Совет британских островов), призванных углублять сотрудничество и разрешение спорных внутриполитических и государственных вопросов.

## Северная Ирландия ивыход Великобритании из Европейского Союза
В результате голосования по референдуму о выходе Великобритании из ЕС 24 июня 2016 года, 56 % населения высказались против выхода и только 44 % «за» выход региона из ЕС. В результате распада правительственной коалиции в январе 2017 года, после того, как лидер националистической партии Шинн Фейн Мартин Макгиннес подал в отставку с поста заместителя первого министра, 3 апреля 2017 года в этой части страны были проведены досрочные выборы в Ассамблею Северной Ирландии (Стормонт). В результате выборов, Демократическая юнионистская партия и Шинн Фейн, с её новым лидером Мишель О’Нил, заняли практически одинаковое количество мест (с разрывом в 1 место) в Ассамблее, что вызвало углубление разногласия между этими правящими партиями и привело к затяжному кризису власти, связанному с неспособностью сформировать действующее правительство в Северной Ирландии. В дополнение к правительственному кризису, перспектива вывода Северной Ирландии, как части Великобритании, из ЕС всновь серьёзно затронула проблему восстановления «жесткой» политической и экономической границы между северной и южной частью острова, что, по мнению разных политиков, поставило под угрозу как саму суть, так и различные положительные социально-экономические достижения Белфастского соглашения, многочисленно усиленные политической и экономической поддержкой ЕС, в результате членства обеих частей Ирландии в Евросоюзе. Уже 28 марта 2017 года госсекретарь Великобритании по вопросу выхода из Евросоюза, Дэвид Дэвис, в официальном письме заявил, что Северная Ирландия сможет автоматически остаться членом ЕС, если её население проголосует за объединение Ирландий в результате референдума. Во время встречи министров иностранных дел ЕС на Мальте 27-28 апреля 2017 года, представители правительства Республики Ирландия официально попросили у Евросоюза подтверждения, что, в случае присоединения Северной Ирландии к Республике, этот регион сможет сохранить членство в ЕС, воспользовавшись прецедентом присоединения Восточной Германии к ЕС в 1990 г., в результате процесса объединения ФРГ и ГДР.
В феврале 2018 года, главный представитель ЕС на переговорах, Мишель Барнье, обнародовал проект будущего трехстороннего межправительственного соглашения, предлагающего создание между Ирландией и Северной Ирландией зоны совместного регулирования для целей продолжения успешного функционирования единого рынка и таможенного союза ЕС на острове Ирландия.
На секретной встрече, прошедшей накануне саммита ЕС 17 октября 2019 года, представителям Великобритании и Европейской комиссии все же удалось достичь совершенно новой договоренности по статусу Северной Ирландии, в результате которой стороны согласились о том, что, оставаясь в составе таможенной территории Великобритании, Северная Ирландия при этом, так же продолжит и существование в экономическом и таможенном пространстве ЕС и на Европейском энергетическом рынке, на срок, определяемый законодательными органами Северной Ирландии, причем на её территории так же продолжит действовать «ограниченный» набор правил единого рынка Евросоюза, включая сборы НДС, ветеринарный контроль, и правила поддержки государством частного бизнеса.